# 彼得-米夏埃尔·科尔贝
彼得-米夏埃尔·科尔贝（德語：Peter-Michael Kolbe，1953年8月2日—2023年12月8日），德国男子赛艇运动员。他曾代表西德参加1976年、1984年和1988年夏季奥林匹克运动会赛艇比赛，获得三枚银牌。